# 1930 en histoire
Cet article présente les faits marquants de l'année 1930 en histoire.

## Naissances
- 21 mars : Simon Schnoll (mort en 2021), biophysicien et historien des sciences soviétique.
- 24 mars : Owen Gingerich, astronome et historien des sciences américain.
- 11 juillet : Zarko Dadic, mathématicien, historien des sciences, et astronome yougoslave.

## Décès
- 14 août : Florian Cajori (né en 1859), historien des mathématiques américano-suisse.
- 15 août : George Edward Bonsor Saint Martin (né en 1855), peintre, archéologue et historien britannique.